# Acacia dimidiata
Acacia dimidiata är en ärtväxtart som beskrevs av George Bentham. Acacia dimidiata ingår i släktet akacior, och familjen ärtväxter. Inga underarter finns listade i Catalogue of Life.